# 機動戦士ガンダム オレら連邦愚連隊
『機動戦士ガンダム オレら連邦愚連隊』（きどうせんしガンダム オレられんぽうぐれんたい）は、曽野由大の漫画作品。脚本はクラップス、原作は矢立肇・富野由悠季。『ガンダムエース』誌初のジムが主役の漫画。
ガンダムエース誌に連載された同作者の漫画『機動戦士ガンダム アッガイ北米横断2250マイル』も併せて記述する。

## 概要
元は「ガンダムエーススペシャル ゲーム増刊号」において、「機動戦士ガンダム Target in Sight」という題名で読み切り漫画として掲載された。2007年4月号からの連載にあたり現在の題名へと変更されている。
アーケードゲーム『機動戦士ガンダム 戦場の絆』の利用促進を担っている面があり、劇中でもゲームの特色であるチームバトルを意識したミッション説明描写やゲームに収録されたMSも多数登場している。また、2007年11月号から町田能彦による『僕ら戦場の愚連隊』漫画コーナーが連載され、ディフォルメされた本作のキャラクターがゲーム内容のアドバイスや大会情報を紹介する内容となっている。
登場するMSがマイナーなものが多いのが特徴。この特徴は続編にあたる漫画『機動戦士ガンダム カタナ』でも引き継がれている。
「ガンダムエース」2010年6月号では、読み切り漫画『機動戦士ガンダム 帰ってきた オレら連邦愚連隊』が掲載。また、漫画『機動戦士ガンダム カタナ』では、一部のキャラクターが引き続き登場している。

## あらすじ
カナダ・トロント基地所属のMS乗りユージ・アルカナ中尉はMS乗りとなって短期間ながら、ジオン軍の06（ザク）、07（グフ）、09（ドム）を撃破した実績があり、乗機はボロボロに被弾しながらも帰還してくることから「ゾンビー・ジム」の異名を持っていた。
宇宙世紀0079年12月になって、バンクーバー基地にジャブロー所属の教導団（アグレッサー）「ネメシス｣がMS隊強化訓練のために訪れる。訓練の末、ユージはネメシスにスカウトされ、ジム・ストライカー(RGM-79FP)乗りとなる。
北米エルスワーズ連邦軍基地でキャリフォルニアベース攻略作戦発動前の出征式典が開催され、ネメシスもこれに参加する。そこへ廃棄寸前だったジャブロー攻略用 特務MSを駆るジオン軍が攻めてくる。ネメシス隊の指揮官サキ・デッサウ少佐は自ら申し出て混乱する指揮系統を掌握し、ジオン軍を撃退することに成功する。撤退したジオンのMSが何者かに破壊されるといった疑惑などから、サキ・デッサウはこのエルスワーズ基地襲撃の裏で動いている陰謀に気付く。
シアトルMS試験場で教導任務に付いたネメシス隊。近郊のレニア山にはジオン軍が立てこもって抵抗を続けていた。ガルマ・ザビ専用ザクIIを旗機とした3機のザクが試験場を襲撃。ガルマ専用ザクはネメシス隊のダグを殺害し、レニア山へと撤退する。レニア山では抗戦か降伏かで内部分裂寸前の状態まで士気が落ちていたが、ガルマ・ザビ生存（ガルマ専用ザクの帰還）を得て、徹底抗戦へと士気も盛り上がった。
その頃、別行動をとっていたサキとホーク・ロイザー大尉はジオンへ内通していたというスパイ容疑で拘束された。ユタ州のヒル連邦陸軍基地で軍法会議が開かれ、ネメシス隊全体を処分しようとの判決が下されようとしていた。そこへ、ジオン軍、ガルマ専用ザクが攻撃をしかけ、ユージはガルマ専用ザクに乗り込む整備兵のタラ・I・キケロを目撃する。タラがスパイだったのか、疑惑の深まる中、サキ・デッサウは独自の行動を取る。
キャリフォルニア・ベースでも抗戦か降伏かでジオン軍は内部分裂しかかっていたが、ガルマ・ザビ生存（ガルマ専用ザク）の報から、抗戦派が盛り返す。ヨゼフ・トラバートン連邦宇宙軍中将とジオン軍参謀グリー・グエイドンとの間で、ジオン軍降伏の手続きが結ばれようとしたところへ、ジオン軍抗戦派は機動巡洋艦ザンジバル級に稼働中の核融合炉を満載したザンジバル爆弾による特攻を敢行。トラバートン、グエイドンを含め、多くの両軍兵が爆発に飲まれて消えた。
2機めのザンジバル爆弾を阻止するため、タラを連れ戻すため、ユージはキャリフォルニア・ベースへ突撃する。
一方、サキは、ガルマ・ザビの亡霊を演出し、今回の事件の裏で糸を引いていたのが、戦争の早期終結によって連邦内部での連邦陸軍の権益減少を嫌うウェイン陸軍中将であると詰め寄ったが、ウェイン中将はネメシス隊の創設者でもあるデノーメル宇宙軍准将によって射殺される。デノーメルもサキと同様、シャマラン思想に賛同した者であったが、ジオン公国の犯したコロニー落とし、各コロニー住人の殺害といった大量殺人の後では、コロニー住人と地球人のわだかまりは埋めるべくもない。戦争を継続させ、地球の経済を疲弊させることで、コロニー主導による地球の経済支配しか道は無い。と、判断してのことだった。
終戦後、裁判所へ出廷しようとするタラを、タラのために父を殺されたグエイドン准将の娘が発砲し、タラを庇ったユージが重体となる。暴動が起きかけるが、ユージは重体の身で立ち上がり融和を説いて事態を収集した。そのユージの姿にサキは恩師シャマランの最期の日のイメージを重ねるのだった。

## 登場人物

### 地球連邦軍

#### 教導団ネメシス
地球連邦宇宙軍ジャブロー基地所属のMS教導団。司令官はサキ・デッサウ少佐。
その名のとおり、MS操縦技術向上のための教導が主任務だが、新兵器の実戦時データ収拾を任務とする実験部隊としての側面も併せ持ち、その任務のために戦闘に赴くことも少なくない。戦闘中は主にTACネーム（コードネーム）が用いられる。なお、宇宙世紀0084年を舞台にした前述の読み切り漫画や漫画『機動戦士ガンダム カタナ』では、部隊の主な隊員が反地球連邦組織「シン・フェデラル」に所属している。部隊エンブレムは「翼持つ獅子」。
ユージ・アルカナ
本作の主人公で、階級は中尉。カナダ自治州バンクーバー出身の日系カナダ人。姓の「アルカナ」は、漢字では「有兼」と表記する。TACネームは「タフドッグ」。あごの切り傷跡がトレードマーク。
ボクシング新人王戦でベスト3になるほどの実力者で、鬼神の如き強さと闘争本能を持った戦士にして、勇猛果敢なMSパイロット。コロニー落としの影響から「災害からの人命救助」を志して連邦軍へ志願入隊した、心優しい好漢。
ボクシングのインファイトスタイルをMS操縦に活かし、最小限の動きでダメージを最小限に食い止める術に長けている。全距離で闘える技量を持つオールラウンダーだが、基本的には最前衛での接近格闘戦を専門とする「インファイター」。
性格は、良くも悪くも快活な不良少年そのままだが、尊敬できる上官には素直。仲間を救うことに拘りがあり、自らの危険を顧みず危機を救いに行く熱さと、共に生還するタフさもある。反面、味方や弱者を見捨てる非情な者に対しては激しい怒りを露にし、上官だろうが誰彼構わず喧嘩を売る。その熱い性格はサキをはじめとする仲間たちの心情を変えていく。ネメシスへの入隊を決意したのも、味方を鍛え、彼らの技量を底上げすることで、間接的に彼らの命を救う、という理由を、教導隊の任務の内に見出したためである。
一方で仲間が死ぬのを目の当たりにするなどで、無口になり戦闘能力が向上する。いわゆるキレた状態だが咄嗟の思いつきや適応性にも優れる。ボクシング北米3位だったのも準決勝で凶暴な強さから相手を壊し失格になってしまったため。コルテスによるとかつて『マッドドッグ』と呼ばれていたらしい。
口癖は「DEAD」（主に「美味い」「最高な」など様々な形容詞として使う他、「クソッタレ」的な意味でも使用し、吹き出しのルビもいろいろと変わる）。スナック菓子「まうい棒」と炭酸飲料「マメッコーラ」が大好物だが、両方とも彼以外には大体マズイと言われている。趣味はマメッコーラのボトルキャップコレクション。
雑誌『ガンダムエース』2017年9月号増刊『ガンプラエースSPECIAL』掲載の曽野由大の漫画「ストライカー イン トリントン Ninja of the Torington Base」では、ストライカー仕様のネモに搭乗し、トリントン基地を襲撃したイフリート・シュナイドを中心とするジオン残党軍と交戦しており、宇宙世紀0096年でも健在であることが描かれている。ネメシス所属であるかは明言されていないが、通信では「タフドッグ」と呼ばれ、ジムII・セミストライカーのパイロットからは「教官」と呼ばれている。
搭乗機はジム、ジム・ストライカー、ジム・ストライカー改、ストライカー・カスタム。
漫画『機動戦士ガンダム カタナ』での描写
一年戦争後にバンクーバー基地へと戻るが、北米一帯で発生した暴動で住民を射殺したことや友人のタラが処刑されたことが切っ掛けで、連邦軍を除隊。賭けボクシングで生計を立てるが、サキの要請で反地球連邦組織シン・フェデラルに身を投じる。かつての快活な性格はなりを潜め、コルテスとの戦いによるガンダムに対するトラウマを抱いている。
後に強化手術を受け、黒いストライカー・カスタムに搭乗し、BGSTのイットウ・ツルギ中佐と交戦するが、両者の機体に搭載された「妖刀システム」の影響によって、本来の自分を取り戻す。コテヅの元教官でもある。

ホーク・ロイザー
教導団ネメシスにスカウトされた最古参の隊員で、現場を統括する立場を任された実質的なリーダー。階級は大尉。元々は戦闘機パイロットで、トリアーエズを愛機としていた。TACネームは「プレジデント」。
女癖と口の悪さが玉に瑕だが、パイロットとしての実力は一流で、尊大な態度を取るだけはあり、ジオン軍との地球降下迎撃戦での活躍から「東の鷹」の異名を持つ。また「ネメシス四十八手」という技も隠し持つ。教官としても一流で、ふざけた態度を取っていた教習生たちをあっという間に掌握した（ただその直後の指示は「上質な女性の下着を持って来い」であったが）。ユージの凶暴な強さについても感づいていた節がある。
搭乗機はジム改、ジム・ジャグラー（操縦専門）。
漫画『機動戦士ガンダム カタナ』にも登場。グラナダのポール・マーキュリー大尉とは知り合いである。

エリンスト・ポノワ
愛称「エリ」。索敵や音紋解析を担当し、後方からネメシス実働部隊をサポートする戦況オペレータで、階級は中尉。的確な指示と冷静さを持つ。TACネームは「コックローチ」。
元はジャブローでMS教官を務めていたが、教え子が事故死して以来、指導下で事故が多発。ジャブローでは前方のパイロットを誘導できない後方は（うるさいだけの）「トランペット吹き」と呼ばれるが、誘導できないどころか事故まで起こす彼女は「呪われた虎ンペット」とまで揶揄されるようになる。一時は除隊も考えるが、サキに説得されて自らの呪いを断ち切るべくネメシスへ転属した経緯がある。
教え子の事故死も、的確な指示を出したにもかかわらず、相手が従わなかったことが原因であった。シェリー絡みの事件では、ユージの熱意もあって指示の的確さを証明。呪いを断ち切ることに成功する。サキとウェイン中将の会談にも同伴。彼女の才覚と人脈がウェインとデノーメルの企みを崩壊させる鍵となる。
搭乗機はブラッドハウンド。
漫画『機動戦士ガンダム カタナ』にも登場しており、相変わらずの才媛ぶりを見せている。

サキ・デッサウ
ネメシスの司令官で、階級は少佐。
デノーメル准将から全権を委ねられ、教導団ネメシス創設に携わる。つねに冷静沈着に物事を進め、作戦立案や戦術指揮にも優れている。が、怜悧なあまりの非情さ・冷静さが癪に障るのか、ユージはサキを信頼しつつも、「俺はこいつがDEAD（嫌い）だ」と評している。
士官候補生時代に師事していたシャマランを、未だ尊敬して止まない。そのために出世コースからは完全に脱落し、実績・能力を正当に評価してもらえず、少佐という地位に甘んじる（他の同期は中佐以上に昇進している）立場を強いられているが、本人は全く気にしていない様子。
当初は冷徹で任務遂行以外全く関心を見せなかったが、ユージの影響で弱きものを助け不正を正す熱意を持つ。それはシャマランの思想でもあり、「ガルマ・ザビ計画」を少しずつ狂わせる要因となっていく。
ネメシス隊として度々苦境に陥るも、的確で迷いない指示で切り抜け、更にガルマ・ザビ計画の真相へ近づいていく。しかしデノーメルにガルマ・ザビ計画の締めとして、ウェイン中将暗殺の汚名を着せて射殺されそうになる。それが未遂に終わり逆にデノーメルを追い詰めた際は、シャマランの名を汚す行いに怒りを爆発させ射殺しようとするが、すんでのところでユージが割って入り、身柄の確保に止めた。
漫画『機動戦士ガンダム カタナ』では、大佐に昇進。シン・フェデラルを内部から調査する特命を受け、かつての隊員を召集して再結成したネメシスごと、彼らに合流する。ユージに対しては、かつての姿を取り戻すよう助ける気持ちでいる。

ダグ・キーソン
寡黙な黒人男性で中距離支援を担当。階級は中尉で、TACネームは「コング」。
本業は僧侶であり追悼式典にも参加している。また死者と会話する「口寄せ」の能力を持つが、普段は筆談を通して会話をしている。ユージとタラを早い内から評価していたが、ジム・ストライカーの評価試験の最中に襲来したジオン軍からユージを庇い戦死。
搭乗機はガンキャノン量産型。

ジャン・ディベビエ
フランス系白色人種の男性。皮肉屋でキザだが女性に優しいフェミニスト。階級は中尉で、TACネームは「エイプ」。
ネメシス隊で唯一、全てのMSを乗りこなす実力者。全距離で闘える技量を持つオールラウンダーだが、特に射撃戦を得意とする、ユージとは好対照の「アウトボクサー」。
幼少の頃に川で溺れた自分を助けた人が死んでしまい、それから仲間をかばう行為を毛嫌いしている。身を投げ打って味方を救助する考え方のユージと対立するが、風船割り対決やミディア撃墜事件での戦闘において自分の完敗を認めている。その後、タラ・I・キケロのスパイ疑惑の調査のため部隊を去り、ネメシスのスパイ疑惑裁判で証人として現れ、逃走時に合流する。
表では憎まれ口を叩くが、ユージをかなり認めており、その背中を追うことで同じく人を救える術を得ようとしている。
搭乗機はジム、ガンキャノン量産型、ジム・スナイパーカスタムII。
漫画『機動戦士ガンダム カタナ』では、大尉に昇格している。ヤスの駆るストライカー・カスタムを遠距離から狙撃して状況を有利に導くなど、スナイパーとしての有能ぶりは相変わらず。

イーグル・ロック
連邦空軍シアトル基地に所属する航空機パイロットで、階級は中尉。純血のネイティブ・アメリカンであり、祖先を重んじ誠実に行動する性格を持ち、自在に天空を舞う誇り高き戦士。
ネメシスのスパイ容疑裁判時では不利になる証言をするが、上層部から強要されたものであり、騒動の最中に彼らの逃亡を助力。以降彼らと同行して「ネメシスを守る翼」を名乗り、空にある脅威から彼らを守る戦士となる。
鈍重な大気圏内用SFS・ライトライナーを戦闘機並みに機動させ、純戦闘機であるコアブースターIIと空中戦で競り勝ち、ミディアを狙った空対空ミサイルを容易に叩き落としてみせるなど、凄腕の持ち主である。
ネメシス実働部隊の中でも特にユージを認めているが、そのためホークからは「ホモ野郎」呼ばわりされる羽目になる。
エリに好意を寄せ、彼女を危難から守るべく、自らのお守りである鷹の羽を託す。乗機が損壊状態でも彼女とネメシス隊の乗るミディアを守るため、これの撃墜を図ったコルテスのGアーマーに特攻、そのまま死亡したかに思われたが、最終回において生存が確認されている。
乗機はガンペリー、ライトライナー。
漫画『機動戦士ガンダム カタナ』では未登場だが、第10話のタイトルページに描かれている。

タラ・I・キケロ
オーガスタ基地から派遣されたジム・ストライカー専属のメカニックで、階級は少尉。
暗くやや屈折した性格で、ユージからは「タラ坊」という愛称で呼ばれ、舎弟のような扱いを受けている。極度の緊張などで嘔吐する癖がある。
しかしメカニックとしてはそれなりの腕と熱意があり、稼働不能となったジム・ストライカーを回収される直前で再稼働させる。
本名はマルティン・シャマラン。シャマラン思想の提唱者タマーム・シャマランの実の孫である。祖父の暗殺後サイド3へ渡るが、ジオンと違う思想を持った家ということで迫害される。ジオンに貢献する意思を示すためジオン軍人となるが、捨て石として置き去りにされ捕虜になる。そこで祖父の教え子だったデノーメル准将に「ガルマ・ザビ計画」を持ちかけられ、ネメシス隊へスパイとして潜入し、その裏でガルマの亡霊を演じる。
暗い性格も警戒されず油断を誘うための偽装であり、本来の姿は生身・MS共に高い戦闘能力を持つ。権謀術数にも長け、ガルマの声真似と扇動をやってのけ、実質的に「ガルマ・ザビ計画」のほぼ全てを一人きりで立案・実行した、凄腕の戦闘工作員。
実は、ガルマ・ザビ計画を忠実に実行しているように見せて、ウェイン中将のキャリフォルニア攻略部隊をも、ザンジバル級機動巡洋艦を戦術核ミサイルに見立てた「ザンジバル爆弾」で殲滅し、戦争の泥沼化、ひいては自分を裏切った全てへの復讐を目論んでいた。しかし、最終的にユージによって阻止される。
戦後、タマームの孫であることが公表され、「ガルマ・ザビ亡霊事件」「シャマラン事件」として大々的に扱われる。
ネメシスのメンバー、特に打算抜きで自分に優しくしてくれたユージに対しては、敵対する身でありながら友情めいた感情を持っており、戦い合う立場となっても彼を「ユージさん」と敬称付きで呼び、不可抗力で死に追いやってしまったダグを除き、自分からは決して彼らを殺そうとはしていない。任務遂行の観点から見れば、軍事法廷において彼らを始末した方が効率が良かったにも関わらず、逆にその逃走を手助けしていることからも、彼の根本的な心情が垣間見える。続編の『カタナ』においても、戦後に立たされた自らの苦境に懊悩するユージに対し、彼らしい逆説的な励ましを送っており、彼らなりの「友情」が健在であることを伺わせる。
「ガルマ・ザビ計画」及び、ザンジバル爆弾行使による大量殺戮の責を問われた末に死刑判決を受け、続編『機動戦士ガンダム カタナ』の劇中、刑が執行され故人となる。彼の死は、その後のユージの人生に暗い影を落とす事となる。
搭乗機はガルマ専用ザクII。

#### スレイプニール隊
スハン・ヤンセン
V作戦評価試験部隊「スレイプニール」所属のMSパイロットで、階級は中尉。才能は凄まじいがクールというより万事投げやりな性格で、「萎えるなぁ」が口癖。
愛機のジム・ライトアーマーを駆使した無駄の無い軽妙な動作で敵を撃破する戦い方を信条としており、その軽快さは近距離でのマシンガン掃射をかわしきり、その攻撃はユージも防ぐので精一杯なほど。タラのガルマザクも簡単に手玉に取った。ただ気分屋でもあり、命令にあまり従わないなど職務に忠実とはいいがたい。
攻撃を受けつつ突進して戦うユージを不快に思っていた。直接対決では圧倒したがトドメの直前でユージに反撃され、その強さに「滾る」と表して本気になるが、ホークの介入で中断された。
彼のジム・ライトアーマーは背部ランドセルのスラスターが4つになっているなどMSV設定との差異がある。

ショーン・キャシティ
スレイプニールのMSパイロット兼隊長で、階級は大尉。的確な戦力分析・指示だけでなく、非常に気分屋なスハンを上手く使っている。
「西の龍」の異名を持ち、ホークとは昔からの悪友で比較的生真面目なため、何かと振り回されていた様子。
レニア山攻略では、スレイプニール隊だけで十数機のMSを一蹴。ガルマザク隊もあっさり撃破しパイロット捕獲の直前まで行くが、ホークとの対峙、そしてその隙をついたマナラシアによって奪取されてしまう。その後もネメシス隊捕獲の任務を受けホーク達と対峙するが、コルテスが黒幕と悟ってネメシス隊と共闘。奇襲されて直りきっていないMSで交戦し、敗北するもののピクシーを半壊させた。その後は皆と共に助けられて生還している。
乗機はガンタンクII。

カート・ワーグ
スレイプニール隊のMSパイロットで、階級は少尉。
スハン、ショーンに比べれば劣るが、スレイプニール隊に属し着実に指示をこなすだけの力量はある。しかし初対面のユージを捕まえようとした際に機体ごと投げ技で転倒させられる。タラを確保しようとした際に割って入ったホークのジム改に遮られるなど、スハン達に比べると割りを食うことが多い。
乗機はガンキャノンII。

モルガン・フリーマン
スレイプニール隊でブラッドハウンドに乗り、通信・電子戦を担当する。階級は伍長。
エースパイロットに強い憧れをもっており、ユージを会う前から知っていた。

#### その他
ピーター・フォード
地球連邦陸軍大佐。大柄でがっちりした体格の通り、実直豪快で策略や私利私欲とは無縁な性格。
サキとはパリ連邦士官学校からの同期で、共にシャマランに師事した親友同士の間柄であり、未だにその良好な関係は続いている。
のちにシャマラン思想を捨て、陸軍のウェイン中将の派閥に組し、出世コースに復帰を果たす。不器用ながらもサキに比べれば、まだしも世渡りが上手な男でもある。
ネメシス隊逃走の際は、オーガスタへのネメシス隊入所阻止という上司の命令に忠実に従いながら、タラの正体を暴いた。

シェリー・フォード
フォード大佐の娘。見た目はモデル並みだが、わがままで高飛車な性格。女性部隊チェリー・ブロッサム隊のひとりで、階級は少尉。父の友人であり上官でもあるサキの事を「サキリン」と呼ぶ。
北米掃討式典用の広報映像の撮影中に崩落事故に巻き込まれるが、ユージによって救助される。

ゲイリー
ユージがバンクーバー基地に所属していた頃の上官。経歴は複雑でトルコのインジルリッキ空軍基地に入隊し、その後トップガンとしてジャブローに行き、その後ノフチ防衛隊、カイロ防空戦を指揮、ホッカイドー（北海道）で統合本部入り、インドで教官になり現在に至る。
冷静にジャンの皮肉を受け流していた。ネメシスへの入隊を躊躇うユージに対し、外の世界に出て視野を拡げるよう説得する。

バリーズ
エルスワーズ基地司令官で、階級は大佐。サル顔の小柄な人物で、尊大かつ自己保身に長けた性格の持ち主。
キャリフォルニアベース出征式典を取り仕切るが、ジオン軍の襲撃を受け甚大な被害を受けた責任を追及された際は、サキに責任を擦り付けようとするがデノーメルに事実を指摘されて降格。ジャブローの戦略分析課へと転属する。本人はジャブローということで喜んでいたが、登場人物全員が顔を背けたことからかなりの左遷部署であることがわかる。

ヨゼフ・トラバートン
宇宙軍の地上における筆頭で、階級は中将。地上における宇宙軍最大の拠点オーガスタをお膝元とする。レビル将軍と並ぶ和平派の巨頭で、若いころはシャマランの思想に熱を上げていた。デノーメルの上司でもあり、スレイプニール隊を擁する。
戦争を早期に終結させるべく、キャリフォルニアの降伏をブルーディスティニーやマドロックなどを用いた硬軟両面合わせた手段で実現するが、その締結直前に、タラによってグエイドンを抹殺するために特攻させたザンジバル爆弾の爆発の巻き添えとなって死亡。

コルテス
陸軍所属のパイロットで、階級は中尉。ウェイン中将に従う寡黙なボディガードを装うが、裏ではウェイン中将の特命を受け、あらゆる汚れ仕事を請け負う饒舌な掃除屋にして、ガルマ・ザビ計画の裏の執行者。
元はスラム街出身のボクサーで、北米ボクシング新人戦で見た凶悪な強さを持つユージに深い共感を覚え、彼との対戦を望む。しかしその直前でユージが失格処分となったため戦えず、さらにユージと戦うことに執着するようになる。ウェイン中将の命令に従っていたのも、ユージと対決する舞台を整えるためであった。戦闘と命を奪うことを楽しむ殺人狂だが、その腕はピクシーの性能と相性の良さもあって、ネメシス隊とスレイプニール隊を一人で全滅させるなどかなり高い。
ジム・スナイパーカスタムを駆ってエルスワーズへのジオン軍の手引と始末を行う。軍法会議から逃走したネメシス隊のミディアを狙うが阻止されて失敗。次いでピクシーに搭乗し、キャリフォルニア・ベースでユージと念願の一対一の対戦を挑む。激闘の果てにコクピットハッチを殴り潰され、脱出不能になったところをピクシーの爆発に巻き込まれて敗死するが、本人は満足げであった。
乗機はザクIスナイパーカスタム、ジム・スナイパーカスタム、Gアーマー、ピクシー。

ウェイン
陸軍で地上軍の筆頭。階級は中将。コルテスやフォードの上司。スキンヘッド。
将軍らしい尊大さを持っているが、裏の顔は「ガルマ・ザビ計画」の首謀。宇宙軍中心に早期終了へ向けて動いている戦争を、ジオン側が戦意高揚するような工作を行って混沌と化し長引かせ、その間に地上軍の戦果を上げることで戦後利権の独占を目論む。そのためにはコルテスやタラ、果てにはジオン軍をも使い、味方を攻撃することも全く厭わず、しかも怪しまれないように行える狡猾な人物。ネメシス隊設立にも関わっているが、教導隊の必要性に乗じて「連邦のエース部隊」を作り、それを「ガルマ・ザビ」に撃破させることでジオンの戦意高揚を狙うためであった。
しかし自らもタラやデノーメルに利用されていたことには気づけず、最終局面直前にデノーメルによってサキを抹殺するための口実を兼ねて射殺される。

デノーメル
教導隊ネメシスの創設者で、階級は准将。トラバートン、サキと同じく若い頃はシャマランの思想に共感していた。
ガルマザク疑惑やスパイ疑惑、更には逃走など、窮地の立場に立たされるネメシス隊とサキへの信頼は変わらなかった。
しかしその実は、タラのガルマザク偽装やネメシス入隊などを手引きしたオーガスタ内部の裏切り者であり、「ガルマ・ザビ計画」の真の首謀者。その狙いはコロニーと地球を繋ぐ要衝キャリフォルニアを己のものとし、戦争を長引かせ地球を荒廃させることで、シャマランの教えを隠れ蓑にした「スペースノイドによる地球の経済支配」の主導者となる事である。詳細は不明だが、タラの狙いも知っていた模様。
サキによって全ての悪行を暴露され、怒りを爆発させた彼に殺されかけるが、寸前でユージに救われ、身柄を拘束される。

### ジオン公国軍
マナラシア・アージャ
地球攻撃軍第三地上機動師団第4MS大隊A小隊所属のMSパイロットで、階級は少佐。戦闘時にはキシリア・ザビのような紫のマスクを着用している。
敗残兵を率いてジオン軍が窮地に陥るたびに出現する謎のガルマ専用ザクの正体を執拗に探るが、その目的は戦後、連邦軍に将校として取り立てられるためである。味方をエサにすることに迷いがない性格。確保したタラに反撃を受け、端正な顔にナイフで傷を刻まれて以降、忠実な部下として行動する。
乗機は黒とダークブラウンの専用カラーを施したノーマルのグフ。

グリー・グエイドン
キャリフォルニア三羽ガラスの一人。かつてジオン軍兵士だった頃のタラを置き去りにした作戦参謀。
疲弊したキャリフォルニアの状況と自分の娘が怪我していることもあり、和平に応じることにするが、その締結直前にタラによるザンジバル弾によって抹殺される。

### 民間人
タマーム・シャマラン
作中では既に故人となっており、サキの回想中のみに登場。連邦軍相談役で士官候補生時代のサキやフォードの師。
「メシとクソと弁舌の中断を断固許さない」と放言する豪放な性格を持つ、人を教え導くにふさわしい高潔な人格者。
一見豊かな頭髪の持ち主だが実は禿頭で、カツラを常用している。その禿頭姿を他人に見られると、激昂して相手をステッキで殴りまくる暴挙に出る、困った悪癖の持ち主でもある（作中では、サキがその直接被害者）。
スペースノイドとアースノイドの共存を唱え、両者の仲介役として駆け巡るが、ジオニズムへの対抗思想を発表する直前、反対派によって暗殺される。その横死によって対立は理論闘争から武力闘争に、そして全面戦争へとエスカレートしていった。
彼の死と思想は教え子たち、特にサキに大きな影響を与えている。
口癖は、「ORDERRRRR(カァァァァァァッ)!」

コーブ・I・コブ
ツンドラ地域出身の霊能者で「フェニックスの翼」の異名を持つ。ユージを災いを招く邪気を発する者として警告するが、ダグ中尉との霊能対決に敗れている。実は詐欺師であり、死者を蘇らせると称し巧みな話術で高額な金銭を巻き上げるため、北米各地で被害があとを絶たないらしい。

## 登場兵器

### 地球連邦軍

#### 教導団ネメシス
ネメシスの機体は訓練時に仮想敵と認識しやすいよう区別するため、ダークブルーを基調とした塗装が施されている。
- RGM-79C ジム改
ホーク・ロイザー大尉が搭乗する機体。オーガスタ基地から渡された後期型GMのひとつ。
- RGM-79FP ジム・ストライカー
ユージ・アルカナ中尉が搭乗する機体。データ収集目的のため性能向上させた強化型。武器のツインビームスピアには加速装置も内蔵されている。
『戦場の絆』にもREV2.03（2009年3月実装）から「ジム・ストライカー（ネメシス隊）」として登場している。
- RX-77D ガンキャノン量産型
ダグ中尉やジャン中尉が搭乗する機体。
- RGM-79SPジム・スナイパーII
大破したガンキャノン量産型の代わりに配備された機体。ジャン中尉が搭乗する。
なお、本作では「ジム・スナイパーカスタムII」と呼称されている。
- M353A4 MS戦闘支援車輌ブラッドハウンド
エリンスト・ポノワ中尉が搭乗する。索敵・後方支援担当。彼女のコードネーム「コックローチ」は当機の外見から由来している。
- ライトライナー

#### その他
- RGM-79  ジム
- RGM-79G ジム・コマンド
女性部隊チェリー・ブロッサム隊の機体。部隊マークが施されている。
- RGM-79L ジム・ライトアーマー
- RMV-1 ガンタンクII
- RX-77-4 ガンキャノンII
- RGM-79SC ジムスナイパーカスタム
- RX-79XX ピクシー

### ジオン公国軍
- MS-05B ザクI
- MS-05L ザクI・スナイパータイプ
- MS-06 ザクII
- MS-06FS ザクII FS型
ガルマ・ザビのパーソナルカラーである茶と緑で塗装されている。劇中では二機が登場している。
- MS-06FZ ザクII改
- MS-06K ザクキャノン
カーキグリーンで塗装されている。
- MS-06V ザクタンク
- MS-06W 一般作業用ザクII
- MS-07B グフ
マナラシア・アージャのパーソナルカラーである黒とダークブラウンで塗装されている。
- EMS-05 アッグ
- MSM-04N アッグガイ
- MSM-04G ジュアッグ
- MSM-08 ゾゴック
- MSM-10 ゾック
敗走する友軍の逃走時間を稼ぐために、トロント補給基地へ玉砕覚悟で襲撃しにきた。

## 機動戦士ガンダム アッガイ北米横断2250マイル
『機動戦士ガンダム アッガイ北米横断2250マイル』（きどうせんしガンダム アッガイほくべいおうだんニニゴゼロマイル）は、曽野由大の漫画作品。脚本はクラップス、原作は矢立肇・富野由悠季。ジオン公国軍のMSアッガイを主役にした漫画。『ガンダムエーススペシャル ゲーム増刊号』『月刊ガンダムエース』で不定期に連載された。
宇宙へ脱出するため、兄ノルト・キスノ曹長と弟ベルデ・キスノ伍長が2機のアッガイに乗り込み、キャリフォルニアベースを目指し北米大陸を横断する物語。
マゼラトップをバットがわりにして岩石を打って航空機を撃墜するなどの、既存の設定に囚われない奇想天外でコミカルな攻撃殺法を毎回のように見せるのが特徴。そういったコメディ色の強さのため、主役機であるアッガイ自体の設定は曖昧であり、両腕がクローであったり、バルカンであったり、ロケット弾のような作画であったりすることは多い。また、『オレら連邦愚連隊』のキャラクターも登場し、物語の裏側を補足する描写もある。
2009年9月26日に単行本が発売され、読みきり漫画『機動戦士ガンダム Target in Sight』も収録された。